# Emil Lehmann (Politiker)

Emil Lehmann

Emil Lehmann (* 2. Februar 1829 in Dresden; † 25. Februar 1898 ebenda) war ein deutscher Jurist, Schriftsteller und Politiker (Deutsche Fortschrittspartei).

## Leben

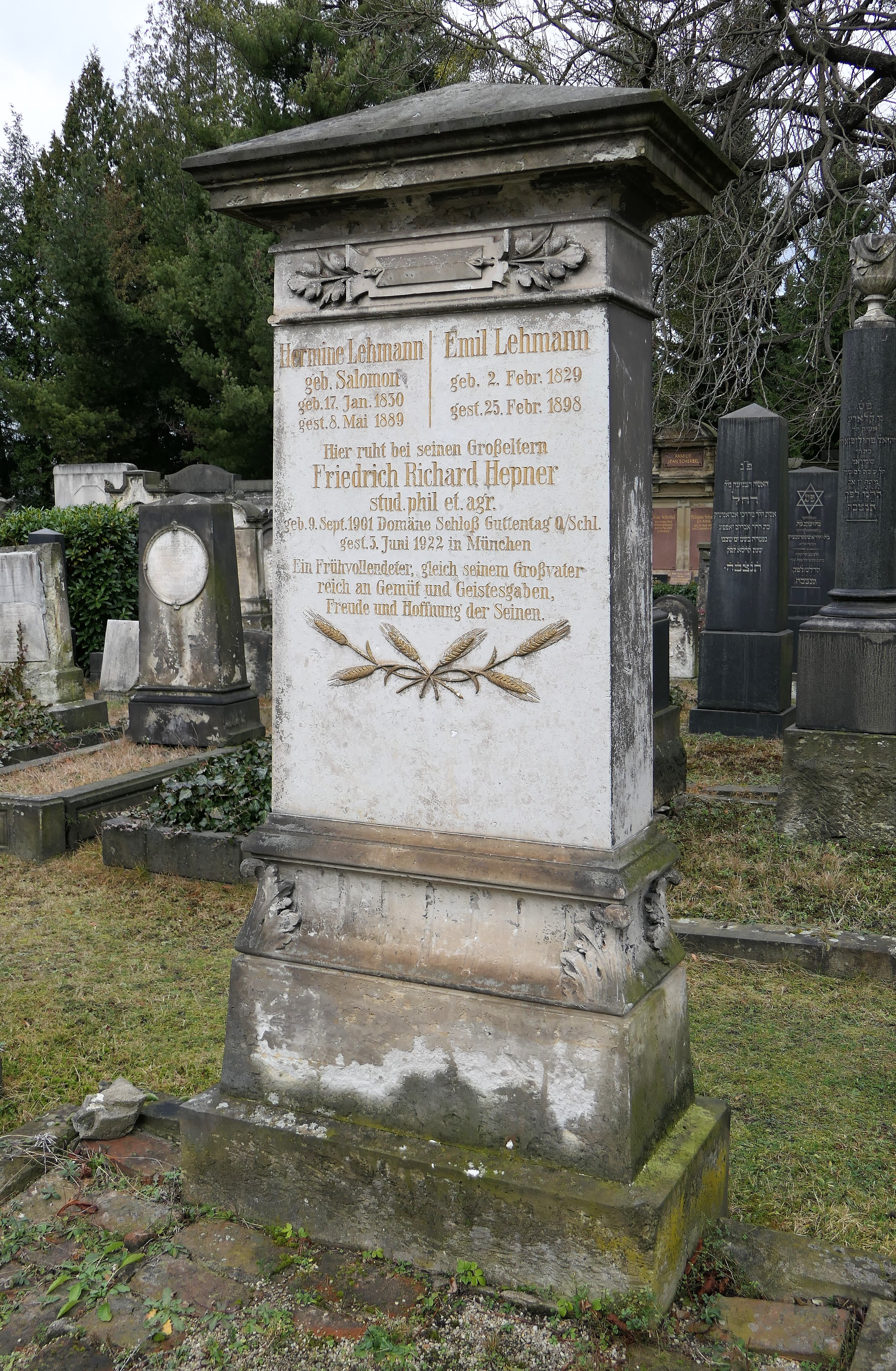
Grab von Emil Lehmann auf dem Neuen Jüdischen Friedhof in Dresden

Emil Lehmann wurde als Sohn des Kaufmanns Bonnier Lehmann (* 1801) in Dresden geboren. Zunächst besuchte er die Israelitische Gemeindeschule, danach von 1842 bis 1848 die Kreuzschule in Dresden. Anschließend studierte Emil Lehmann an der Universität Leipzig von 1848 bis 1851 Jura. Während seines Studiums wurde er 1848 Mitglied der Leipziger Burschenschaft Germania. Zwischenzeitlich als Journalist bei der Sächsischen Dorfzeitung beschäftigt, war Lehmann seit 1863 zunächst als Rechtsanwalt und später auch als Notar tätig. Er war verheiratet mit seiner Cousine Hermine, geborene Salomon.
Lehmann gehörte zu den bedeutendsten jüdischen Personen Dresdens, u. a. war er seit 1869 Vorsitzender der Jüdischen Gemeinde. Er zählte 1893 zu den Mitbegründern des „Central-Vereins deutscher Staatsbürger jüdischen Glaubens“. Er kämpfte gegen den deutschen Antisemitismus und vertrat die Anschauung, dass Judentum und deutsch-nationale Einstellung vereint den idealen deutschen Juden hervorbringen würden. Zugleich setzte er sich für eine Liberalisierung des orthodoxen Judentums ein, indem er Humanismus und Toleranz als leitende Gesichtspunkte des deutsch-jüdischen Zusammenlebens herausstellte.
Von 1865 bis 1883 war Emil Lehmann mit einigen Unterbrechungen Stadtverordneter von Dresden, während welcher Zeit er 1879 bis 1883 das Amt des 1. Vizevorsteher bekleidete. Seine Wiederwahl in das Stadtverordnetenkollegium scheiterte 1883 an der starken antisemitischen Strömung in der Stadt. Von 1875 bis 1881 vertrat Lehmann den 5. Dresdner Wahlkreis in der zweiten Kammer des Sächsischen Landtags. Er starb 1898 in Dresden und wurde auf dem dortigen Neuen Jüdischen Friedhof beigesetzt.
Zu seinen Vorfahren gehörte der Begründer der Israelitischen Religionsgemeinde zu Dresden Issachar Berend Lehmann, der als „Gevollmächtigter“ der Dresdener Judenschaft im Jahre 1733 bei August dem Starken die Befreiung der jüdischen Kinder vom Leibzoll durchsetzte.

## Werke
- Gesammelte Schriften. Herausgegeben von seinen Kindern. Weiske, Dresden 1909
- Höre Israel. Aufruf an die deutschen Glaubensgenossen. Wolff, Dresden 1869
- Zur Synode. Ein Ruf an die israelitischen Gemeinden. Breslau 1871
- Lessing in seiner Bedeutung für die Juden. Salomon, Dresden 1879
- Die Juden jetzt und einst. Beitrag zur Lösung der Judenfrage. Pierson, Dresden 1887
- Der Deutsche jüdischen Bekenntnisses. Moedebeck, Berlin 1894